# Anchoiada

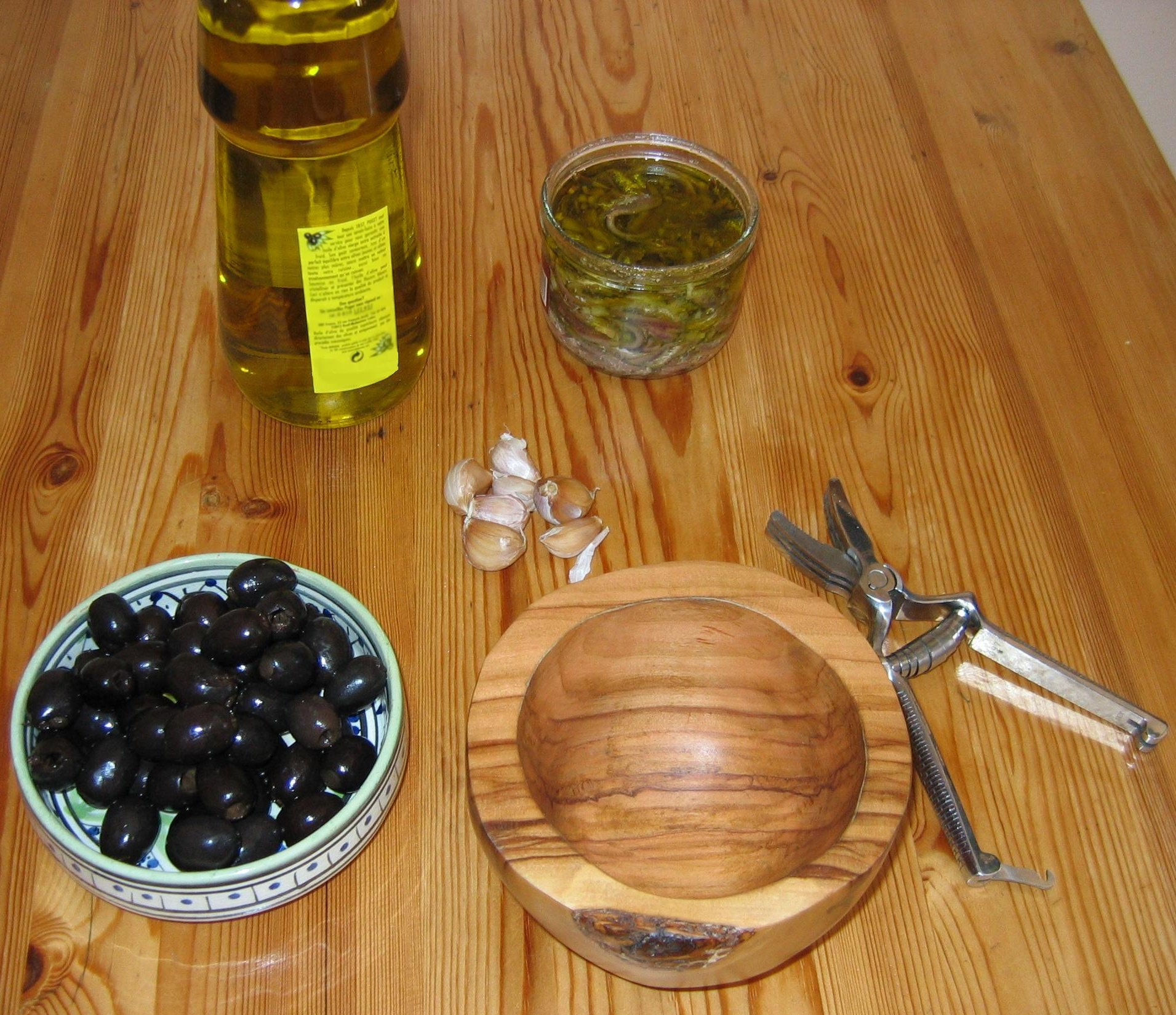
Ingredients per l'anchoiada

L'anchoiada (en occità) és una mena de salsa o pasta d'anxoves aixafades. Se sol servir sobre llesques de pa torrat a l'estil del català pa amb tomàquet.
Existeix una salsa semblant a Cotlliure anomenada l'anxovada però aquesta es fa amb tomata.

## Ingredients
- 200 g d'anxoves salades
- 2 cabeces d'all
- 1 cullerada de vinagre
- 15 cl d'oli d'oliva
- pebre

## Preparació
Cal netejar les anxoves, picolar-les i batre amb l'oli, l'all el vinagre i el pebre a gust. Es conserva fàcilment cobrint-la amb oli.